# Christian Gottfried Flittner
Christian Gottfried Flittner (* 6. Juni 1770 in Düben; † 6. Januar 1828 in Berlin) lebte als Arzt und Apotheker in Berlin. Im Geist der Berliner Aufklärung schrieb er populäre Bücher über Sexualpädagogik und andere Themen von allgemeinem Interesse.

## Biografisches
Flittner wurde in Düben geboren, einer Stadt zwischen Leipzig und Wittenberg. In Leipzig studierte er Medizin, Pharmazie und Philosophie. An der Königlichen Tierarzneischule in Berlin bekam er eine Anstellung als Hilfslehrer. 1808 gelangte er als Assessor an das „Collegium medico-chirurgicum“, die Aufsichtsbehörde für das preußische Gesundheitswesen. Als Apotheker und Arzt besaß er die „Apotheke zum König Salomo“ in Berlin. Außerdem war er Besitzer des „Luisenbades“, einer Heilquelle, die 1758 als „Friedrichs-Gesundbrunnen“ im Norden außerhalb der Stadt erschlossen worden war; Gesundbrunnen ist heute ein Ortsteil des Bezirks Mitte von Berlin. Flittner war darüber hinaus Eigentümer von Buchhandlungen in Berlin, Frankfurt (Oder) und Cottbus.

## Werke (Auswahl)

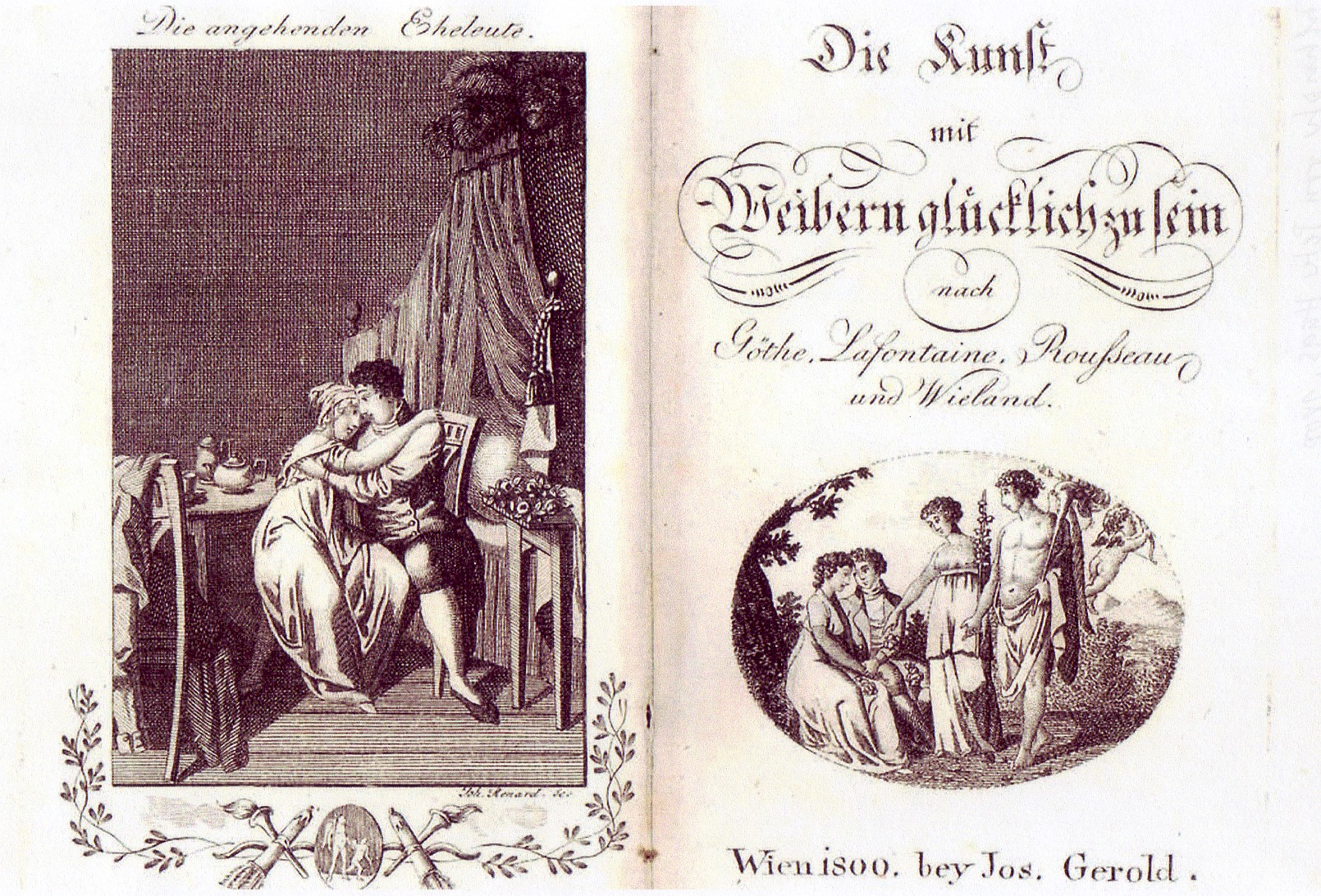
Innentitel mit Titelkupfer und Vignette

Flittner war ein sehr produktiver Autor. Im Mittelpunkt seiner schriftstellerischen Arbeit standen Texte zur Sexualaufklärung. Darin werden neben Fragen der Anatomie auch moralphilosophische, juristische und völkerkundliche Themen ausführlich behandelt. Die Werke wurden zum Teil im Selbstverlag herausgegeben, einige von ihnen erschienen anonym und mit fingiertem Erscheinungsort.  
- Zeichen und Wehrt der unverlezten Jungferschaft nach Nationalbegriffen Physiologie u. Moral: Zur Beherzigung u. Warnung aller Herrn u. Damen, welche dieses Kleinod schätzen u. zu bewahren wünschen. Berlin, bey W. Oehmigke dem Jüngern, 1793 (Digitalisat).
- Gynaeologie oder Das Geschlechtsleben in seinem ganzen Umfange. Eine phisiologische, historische und philosophische Darstellung. bei Oehmigke dem Jüngeren, 1795. Das Hauptwerk Flittners, es erschien in mehreren Auflagen und Nachdrucken.
- Anmuth und Schönheit aus den Misterien der Natur und Kunst für ledige und verheirathete Frauenzimmer. Berlin, bei Oehmigke, 1797.
- Die Kunst mit Weibern glücklich zu sein, nach Göthe, Lafontaine, Rousseau und Wieland. Wien, bei Jos Gerold, 1800.
- Die physische Liebe der Lebendigen nebst ihren Präludien. Ein Anhang zur Gynäologie. Rom, bei Giovane Tosoni. 1797.
- Ueber die Kunst ein hohes Alter zu erreichen. Ein aufgelöstes Problem, wie der Begattungstrieb von seinem Erwachen an zu behandeln und bis zu seinem Verschwinden als Würze und Verlängerungsmittel des Lebens zu benutzen ist, mit Erörterung der wichtigsten hieher gehörigen Fragen. Berlin, im Selbstverlag, 1798.
- Der vorsichtige Mädchenfreund oder die Kunst, sich vor der venerischen Anstekkung zu sichern, nebst Vorschlägen, durch Polizeianstalten die Lustseuche zu vertilgen. Berlin 1802.
- Weiberlist und Weiberrache in wahrhaften Begebenheiten aus der wirklichen Welt. Ein Seitenstück zum Buche „Adel der Weiblichkeit“. Berlin, bei Oehmigke, 1802.
- Heimlichkeiten oder Begattung und Fortpflanzung im Himmel und auf Erden. Berlin, bei Matzdorff, 1804/1805.
- Das Orakel – ein tägliches Hülfsbuch zur Erinnerung merkwürdiger Nachrichten aus der Welt-, Erd-, Staaten- und Natur-Kunde für Gesellschaftsleben und Umgang. Berlin, bei Hayn, 1810.
- Belehrungen über das Geheimnis der Zeugung des Menschen, für gebildete ernsthafte Menschen. Berlin, im Selbstverlag, 1817.
- Talisman des Glücks oder der Selbstlehrer für alle Karten-, Schach-, Billard-, Ball und Kegel-Spiele. Berlin, Flittner´sche Buchhandlung, 1819.
- Schutz und Rettung in Todesgefahr. Eine Sammlung königlich preußischer Verordnungen über die Behandlung Erfrorner, Ertrunkener usw. Ein Noth- und Hilfsbuch für jedermann. Berlin, im Selbstverlag, 1825.

## Zitate

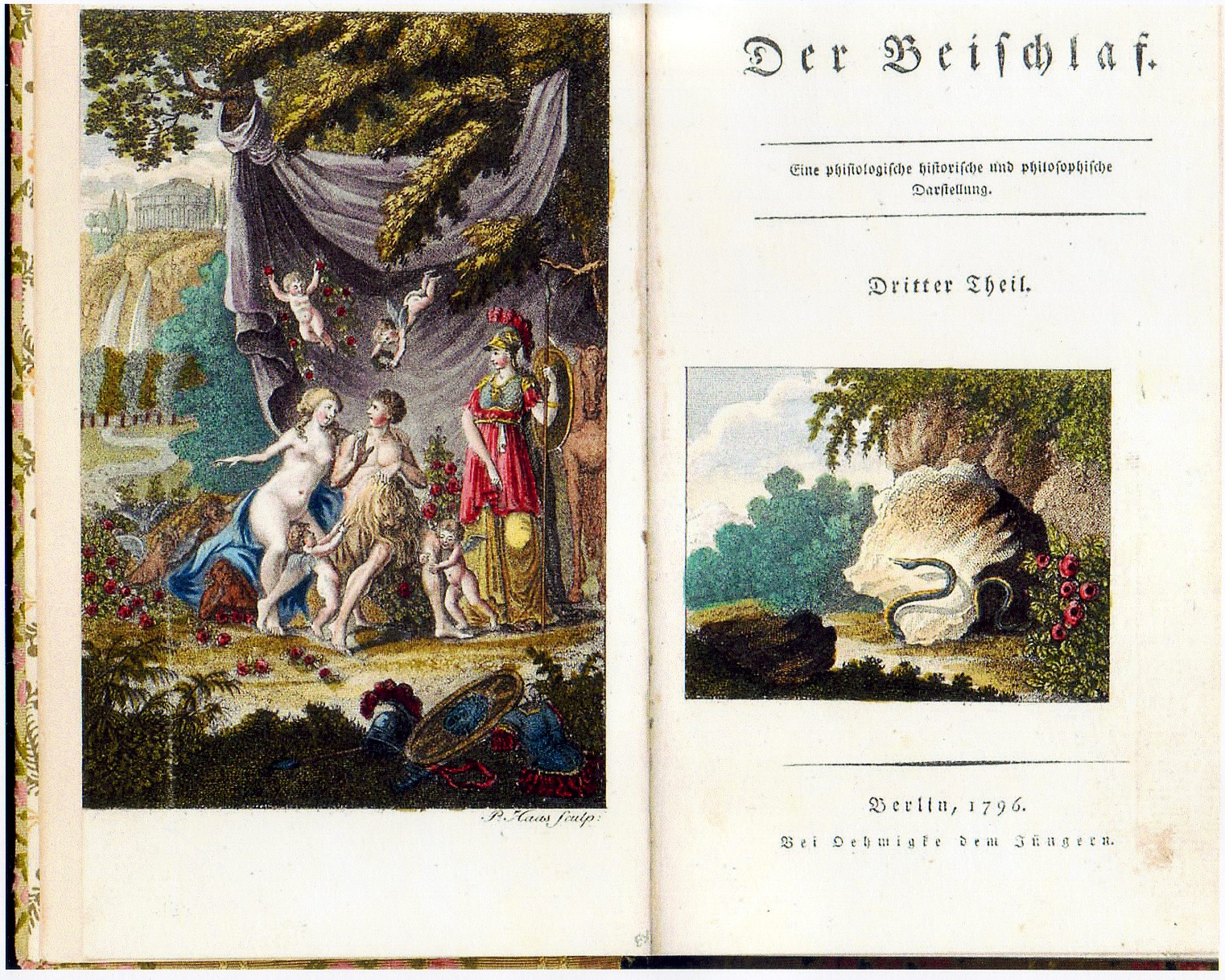
Innentitel mit Titelkupfer und Vignette

(Erklärung zur Titelvignette in „Der Beischlaf ...“, dem dritten Teil der „Gynaeologie“): Die Vignette stellt den Triumph der Tugend vor. Eine Schlange wird unter dem Gewicht eines Felsens erdrückt, an dem sich Rosen emporwinden. Es wird hierdurch auf die hohe Kraft gedeutet, mit der wir nur die Schlangenwindungen unserer Sinnlichkeit, dieser listigen Feindinn unserer Glückseeligkeit, besiegen können. Wir überwältigen sie, und sanfte, beseeligende Freuden krönen unsern Triumph.
(Aus „Blick auf die sittliche Lage des Menschengeschlechts. Hoffnung zur Besserung“ in „Der Beischlaf ...“): Je mehr dieses Moralsystem von allem gelehrten Schmuck entkleidet, aus den Schulen der Philosophen in den Kreiß des bürgerlichen Lebens herabgezogen wird, desto gewisser dürfen wir hoffen, dass die Menschheit zum Bessern fortschreiten werde, und hierzu durch folgende Abhandlung etwas beizutragen, wird mir der süßeste Lohn seyn.
(Aus: „Die Kunst mit Weibern glücklich zu sein“, S. 17 des Faksimiles der Originalausgabe): Die Natur machte die Geschlechtsliebe zur Vermittlerin der Fortpflanzung unserer Gattung; aber man müsste ihre bewunderungswürdigen Veranstaltungen wenig kennen, wenn man darin nichts höheres als thierische Regungen entdeckte. Offenbar ist es bei der Vereinigung der Geschlechter auf wechselseitige Bildung und Veredlung des Karakters angelegt. Hier sollte das Rauhe gemildert, dort das Zarte gestärkt werden, und indem die stärkeren Saiten der männlichen Seele zu einem harmonischen Einklang mit den sanfteren Melodien der weiblichen Empfindung sich stimmen, geht eins in das andere über, das einzelne Daseyn wird vertilgt, und beide vergessen, dass sie zu getrennten Wesen verurteilt sind.
(Widmung in „Talisman des Glücks“): „Dem Allerdurchlauchtigsten Napoleon Buonaparte in tiefster Ehrfurcht zugeeignet. Sire! Wen könnte wohl dieses Werk passender zu seinem Beschützer haben, als den Erhabendsten aller Spieler, die je gewesen sind. Wo hat je ein Held gewichtigere Karten in der Hand gehabt, mit mehr Schlauheit sie gemischt und mit mehr Contenance den Wechsel des Glücks ertragen, als Eure Majestät?“
Alle Zitate aus „Goethezeitportal“, s. Weblinks.